# Liste der Ehrenbürger von Kronberg im Taunus
Die Stadt Kronberg im Taunus hat folgende Personen mit dem Ehrenbürgerrecht ausgezeichnet.
Hinweis: Die Auflistung erfolgt chronologisch nach Datum der Zuerkennung.

## Die Ehrenbürger der Stadt Kronberg im Taunus
1. Dr. med. von Bertrand
kgl.-preußischer Oberleutnant, Arzt
Verleihung 1851
Der aus Bonn stammende Bertrand weilte vermutlich als Kurgast mehrere Male in Kronberg und behandelte während dieser Zeit Patienten. Auf Gesuch des Gemeinderatsmitglieds Johann Ellenberger wurde ihm in Anerkennung seiner aufopfernden Dienste für die Bürger des Ortes die Ehrenbürgerwürde verliehen.
2. Jacques Reiß (* 4. März 1807 in Frankfurt am Main; † 17. März 1887 in Frankfurt am Main)
Kaufmann, Bankier
Verleihung 1864
Reiß erwarb 1863 das Gelände der ehemaligen Kaltwasser-Heilanstalt in Kronberg und errichtete hier die Villa Schönbusch als Familiensitz. Auf sein Betreiben hin wurde die Cronberger Eisenbahngesellschaft zum Bau einer Bahnverbindung zwischen Rödelheim und Kronberg gegründet. Die Armenkasse des Ortes unterstützte er mit beträchtlichen Zuwendungen.
3. Johann Adam Hermann Osterrieth (* 15. August 1792 in Frankfurt am Main; † 14. August 1868 in Kronberg im Taunus)
Kaufmann (Häutehandler)
Verleihung 1864
Osterrieth entdeckte bei Ausflügen am Mammolshainer Hang eine Mineralquelle (siehe auch Quellenpark Kronthal). Mit deren Wasser baute er einen kommerziellen Vertrieb auf und errichtete (auf Mammolshainer Gemarkung) ein Kurhaus. 1858 ließ er sich in einer Villa unterhalb der Kronberger Burg nieder. Für seinen Einsatz neben Jacques Reiss zum Bau der Cronberger Eisenbahn verlieh ihm die Stadt die Ehrenbürgerschaft.
4. Wilhelm Bernhard Bonn (* 16. März 1843 in Frankfurt am Main; † 21. Oktober 1910 in Kronberg im Taunus), sowie seine Brüder Philipp Bonn, Leopold Bonn und Moritz Bonn
Bankier
Verleihung 1891
Zusammen mit seinen Brüdern Philipp und Leopold gründete Bonn 1891 das nach seinen Eltern benannte Baruch und Betty Bonn’sche Versorgungshaus der Gemeinde Cronberg, in das Arme, Kranke und Altersschwache aufgenommen wurden. Zehn Jahre später rief er den Verein für Ferienkolonien armer und kränklicher Schulkinder ins Leben und ließ in Schönberg ein Erholungsheim für Frankfurter Schüler bauen.

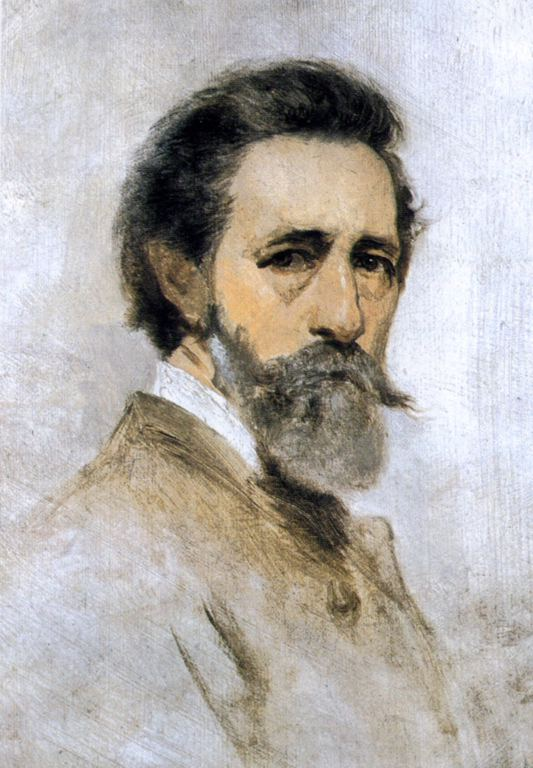
Anton Burger (Selbstbildnis)
5. Anton Burger (* 14. November 1824 in Frankfurt am Main; † 6. Juli 1905 in Kronberg im Taunus)
Maler
Verleihung 1894
Burger hatte sich Ende der 1850er Jahre dauerhaft in Kronberg niedergelassen. Um sein 1876/77 erbautes Wohnhaus und Atelier entwickelte sich die Kronberger Malerkolonie. Anlässlich seines 70. Geburtstages ernannte die Stadt Kronberg ihn zu ihrem Ehrenbürger.
6. Adolf Schreyer (* 9. Juli 1828 in Frankfurt am Main; † 29. Juli 1899 in Kronberg im Taunus)
Maler
Verleihung 1895
Der Pferdemaler Schreyer lebte ab 1870/71 dauerhaft in Kronberg. Nachdem er der örtlichen Freiwilligen Feuerwehr Löschzeug gestiftet hatte, ernannte ihn diese zu ihrem Ehrenmitglied. Die Stadt verlieh ihm für seine Verdienste um das Feuerlöschwesen und die Armen die Ehrenbürgerschaft.
7. Carl Kannegießer (* 29. März 1848 in Essen; † 8. April 1921 in Wiesbaden)
Großindustrieller
Verleihung 1901
Der aus dem Ruhrgebiet stammende Kannengießer hatte sein Kohlegroßhandelsgeschäft zu einem reichsweit agierenden Konsortium von Bergbaufirmen ausgebaut. Nach seiner Ernennung zum Kommerzienrat ließ er sich in Wiesbaden nieder. In Kronberg förderte er die Errichtung des Kaiser-Friedrich-Denkmals im Jahr 1901 großzügig. Die Stadt dankte ihm sein Engagement mit der Ernennung zum Ehrenbürger.
8. Karl Wilhelm von Meister (* 3. Februar 1863 in Frankfurt am Main; † 14. Februar 1935 in Genf)
Landrat, Regierungspräsident, Diplomat
Verleihung 1902
Als Landrat des Obertaunuskreises in Bad Homburg förderte er maßgeblich den Bau des 1899 eröffneten Krankenhauses in Kronberg. Er regte die Errichtung des Kaiser-Friedrich-Denkmals an und war Initiator der Gründung der Gemeinnützigen Baugenossenschaft Kronberg-Schönberg, die preiswerten Wohnraum für sozial Benachteiligte schuf.
9. Georg Jamin (* 25. Oktober 1825 in Kronberg im Taunus; † 7. Februar 1909 in Kronberg im Taunus)
Bürgermeister
Verleihung 1905
Jamin diente über vierzig Jahre lang von 1864 bis 1905 als Bürgermeister von Kronberg. In seiner Amtszeit entwickelte sich der Ort zu einem bevorzugten Villenvorort des benachbarten Frankfurts. Er unterstützte tatkräftig den Anschluss des Ortes an das Eisenbahnnetz, betrieb den Bau einer neuen Volksschule und eines leistungsfähigen Wasserver- und -entsorgungsnetzes. Beim Ausscheiden aus einem Amt ernannte ihn die Stadt zu ihrem Ehrenbürger.
10. Friedrich Wilhelm Heinrich Schulte (* 2. Mai 1868 in Siegen; † 19. Juni 1933 in Kronberg im Taunus)
Bürgermeister
Verleihung 1921
Schulte, zuvor Stadtverordnetenvorsteher, übernahm 1915 von dem im Krieg gefallenen Karl Eugen Pietsch das Amt des Bürgermeisters und blieb bis 1921 ehrenamtlich im Amt. Für seine großen Verdienste, die er sich in der schweren Kriegs- und Besatzungszeit erworben hatte, wurde ihm die Ehrenbürgerschaft zuerkannt.

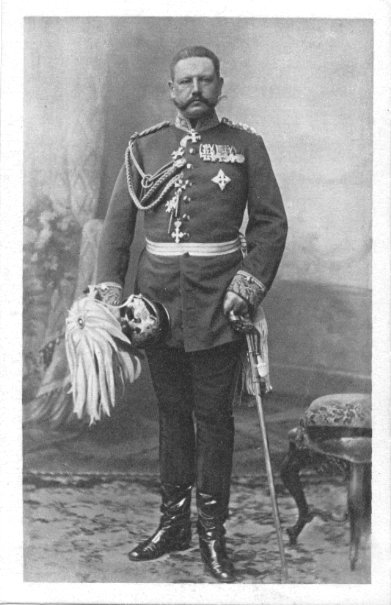
Paul von Hindenburg
11. Paul von Hindenburg (* 2. Oktober 1847 in Posen; † 2. August 1934 auf Gut Neudeck)
Verleihung im April 1933
Reichspräsident
Hindenburg wurde wie in vielen anderen deutschen Städten zum Ehrenbürger ernannt. Betreiber der Auszeichnung waren die nationalsozialistischen Stadträte im Kronberger Rathaus.
12. Carl Rudolf Walther vom Rath (* 11. September 1857 in Amsterdam; † 2. Februar 1940 in Kronberg im Taunus)
stellvertretender Vorstandsvorsitzender der IG Farbenindustrie, Politiker
Verleihung 1938
13. Louis Leisler Kiep (* 10. Januar 1884 in Glasgow; † 30. Juni 1962 in Kronberg im Taunus)
Manager
Verleihung 1960
14. Anton Henrich (* 4. Juli 1897 in Kronberg im Taunus; † 25. November 1973 in Kronberg im Taunus)
Stadtverordneter und geschäftsführender Bürgermeister
Verleihung 1972
15. Julius Hembus (* 23. Juli 1903 in Kronberg im Taunus; † 20. April 1983 in Kronberg im Taunus)
Bauingenieur
Verleihung 1978
16. Helmut Bode (* 21. Oktober 1910 in Kronberg im Taunus; † 20. Juli 1988 in Kronberg im Taunus)
Publizist, Heimatforscher
Verleihung 1980
17. Carl Rudolph Neubronner (* 13. Januar 1896 in Kronberg im Taunus; † 19. November 1997 in Kronberg im Taunus)
Ingenieur
Verleihung 1984
18. Christa Jaenich (* 27. September 1914 in Northeim; † 18. Juni 2004 in Kronberg im Taunus)
Stadtverordnete und Stadtälteste
Verleihung 1993
19. Hanna Feldmann (* 26. Oktober 1923 in Kronberg im Taunus; † 23. Oktober 2003 in Königstein im Taunus)
Heimatforscherin, Heimatdichterin, Autorin, Gründungsmitglied der 1. Kronberger Laienspielschar und des Vereinsrings Kronberg
Verleihung 2003
20. Rudolf Möller (* 29. Juli 1928 in Kronberg im Taunus; † 12. Februar 2008 in Kronberg im Taunus)
Bürgermeister
Verleihung 2005
21. Wolfgang Ronner (* 30. März 1921 in Goldberg, Niederschlesien; † 21. Oktober 2008 in Kronberg im Taunus)
Historiker, Schriftsteller
Verleihung 2005
22. Herbert Alsheimer (* 4. Februar 1931 in Frankfurt am Main; † 11. März 2013 in Kronberg-Oberhöchstadt)
Hochschulprofessor (Wirtschaft), Autor („Der Vatikan in Kronberg“)
Verleihung 2008